# Nissan Stanza
Der Datsun Stanza (ab 1985: Nissan Stanza) ist ein von 1977 bis 1992 gebautes Modell des japanischen Automobilherstellers Nissan.
Der Stanza wurde in vier Generationen gefertigt und vorübergehend auch in Europa angeboten. Die erste und zweite Generation war bis auf Kleinigkeiten mit dem auch in Europa verkauften Datsun Violet identisch, die dritte und vierte mit dem zeitgleichen Datsun Bluebird weitgehend baugleich.

## Stanza (A10), 1977–1981

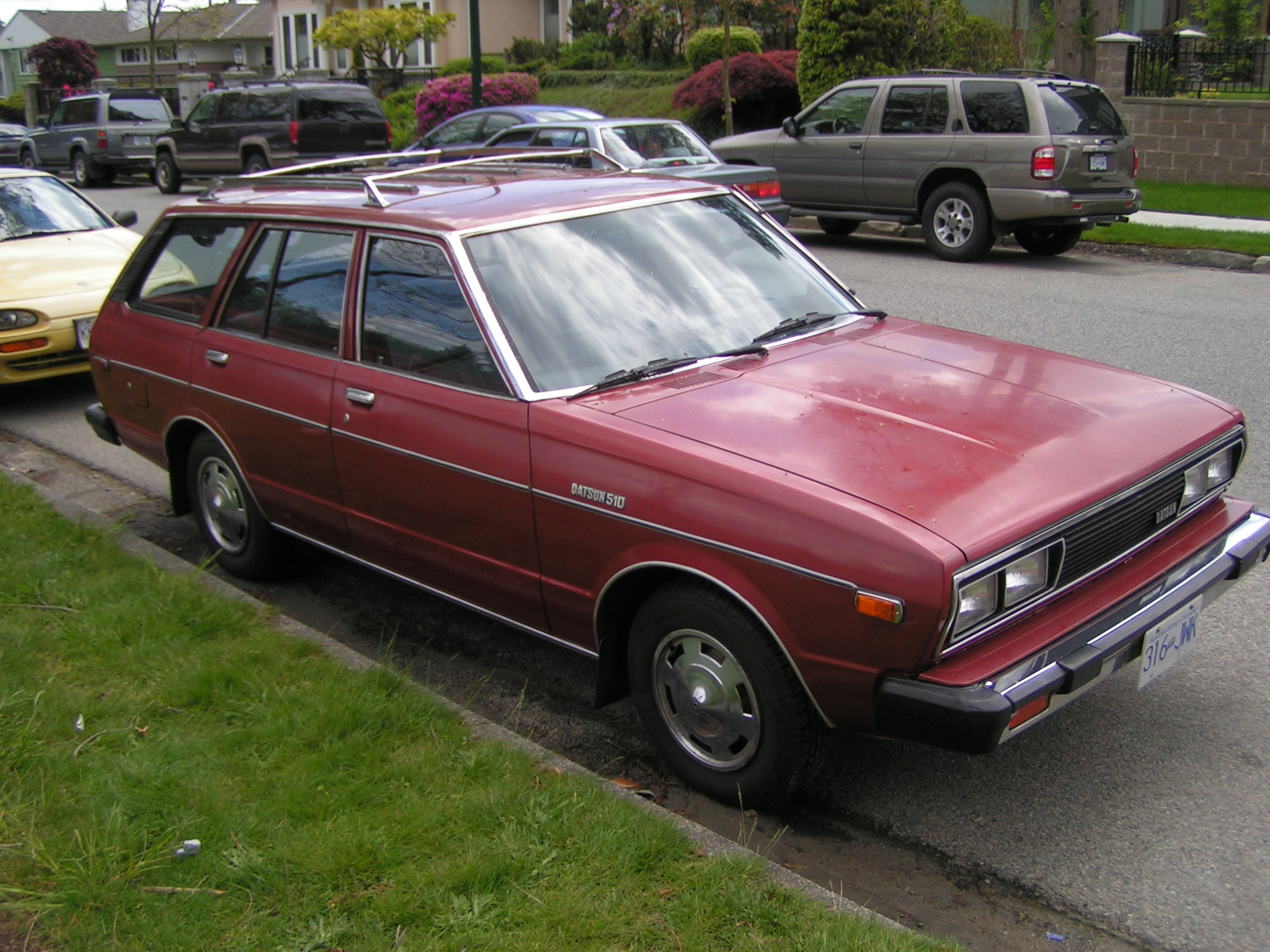
Datsun Stanza Kombi/Datsun 510 (USA)

Beim ersten Stanza handelte es sich um ein heckgetriebenes Mittelklassemodell, das als viertürige Limousine und fünftüriger Kombi zu haben war, angetrieben von einem Zweiliter-Vierzylinder. In Europa wurde nicht der Stanza, sondern der annähernd baugleiche Violet angeboten. In Japan wurde das Modell auch als Nissan Auster angeboten.

## Stanza (T11), 1981–1986

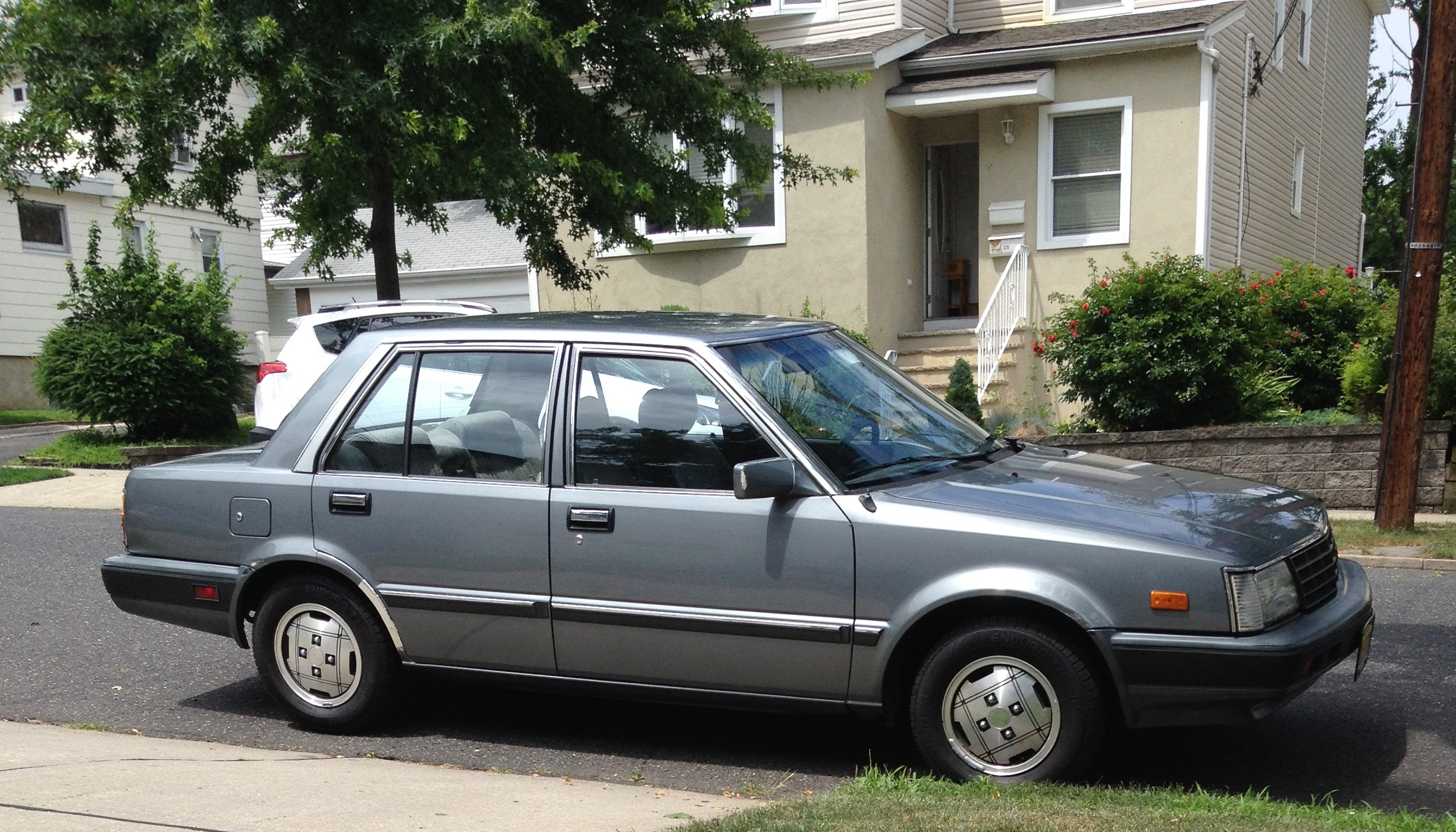
Nissan Stanza Stufenheck

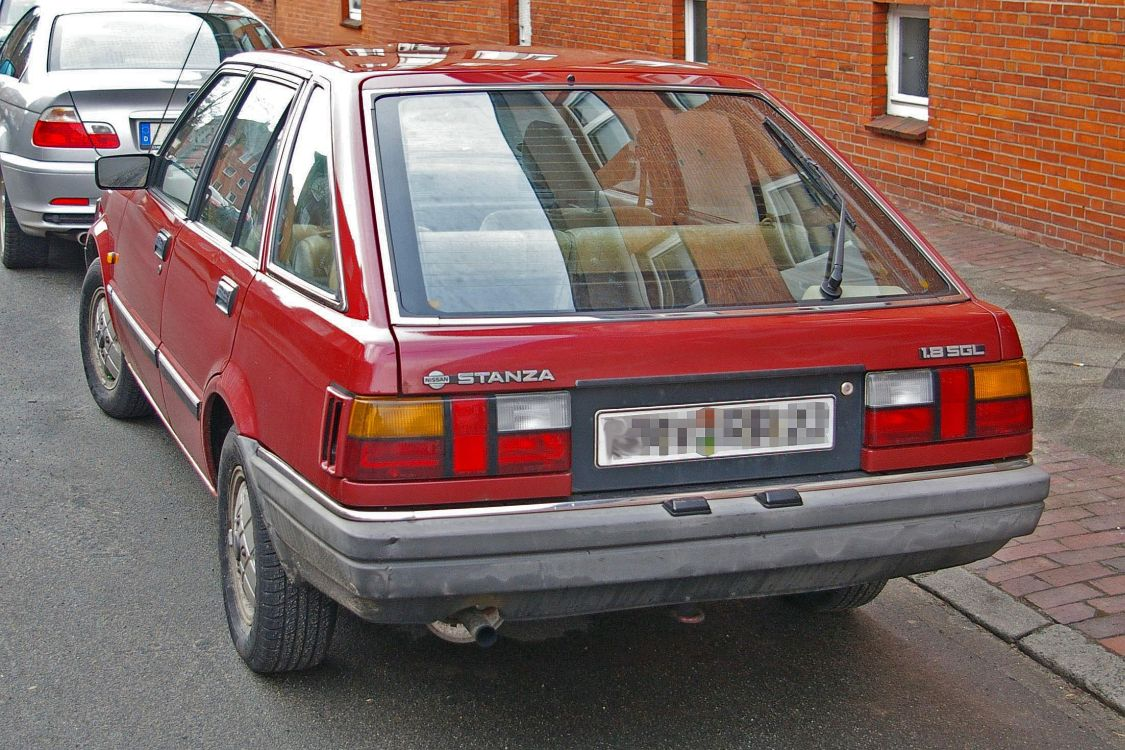
Nissan Stanza Schrägheck

Der Stanza der zweiten Generation, der seine Weltpremiere auf der 49. IAA im September 1981 feierte, war ein eigenständiges Modell und der erste Mittelklasse-Datsun mit Frontantrieb.
Die Modellreihe wurde ab November 1981 unter dieser Bezeichnung auch in Deutschland und Europa angeboten. Im Programm standen eine viertürige Stufenheck- und eine drei- oder fünftürige Schräghecklimousine, angetrieben von einem Vierzylinder mit 1,6 oder 1,8 Liter Hubraum.
Der Viertürer entfiel ab September 1984, der Dreitürer zuvor. Im März 1985 kam noch eine Kat-Version für den 1,8 l-Vierzylinder ins Programm – mit der Frontpartie der US-Variante.
Im Herbst 1985 wurde der Export des Stanza beendet. Weitere Bezeichnung auf dem japanischen Heimatmarkt mit teilweise unterschiedlicher Ausstattung war Nissan Auster.
Zum Stichtag 1. Januar 2022 waren in Deutschland laut KBA noch 41 Nissan Stanza der Baureihe T11 angemeldet.
| Nissan Stanza                              | 1.6 (Europa)                                                       | 1.8 (Europa)                                                       | 1.8i (Japan)                                                       |
| ------------------------------------------ | ------------------------------------------------------------------ | ------------------------------------------------------------------ | ------------------------------------------------------------------ |
| Motor:                                     | 4-Zylinder-Reihenmotor (Viertakt)                                  | 4-Zylinder-Reihenmotor (Viertakt)                                  | 4-Zylinder-Reihenmotor (Viertakt)                                  |
| Hubraum:                                   | 1598 cm³                                                           | 1809 cm³                                                           | 1809 cm³                                                           |
| Motorbezeichnung:                          | CA16                                                               | CA18                                                               | CA18E                                                              |
| Bohrung × Hub:                             | 78 × 83,6 mm                                                       | 83 × 83,6 mm                                                       | 83 × 83,6 mm                                                       |
| Leistung bei 1/min:                        | 59,5 kW (81 PS) bei 5000                                           | 64,5 kW (88 PS) bei 5200                                           | 81 kW (110 PS) bei 5600                                            |
| Max. Drehmoment bei 1/min:                 | 130 Nm bei 3200                                                    | 142 Nm bei 3200                                                    | 162 Nm bei 3600                                                    |
| Verdichtung:                               | 9,0:1                                                              | 9,0:1                                                              | 9,0:1                                                              |
| Gemischaufbereitung:                       | 1 Fallstrom-Registervergaser                                       | 1 Fallstrom-Registervergaser                                       | Elektronische Einspritzung                                         |
| Ventilsteuerung:                           | OHC, Antrieb über Zahnriemen                                       | OHC, Antrieb über Zahnriemen                                       | OHC, Antrieb über Zahnriemen                                       |
| Kühlung:                                   | Wasserkühlung                                                      | Wasserkühlung                                                      | Wasserkühlung                                                      |
| Getriebe:                                  | 4- oder 5-Gang-Getriebe a.W. Dreigang-Automatik Frontantrieb       | 4- oder 5-Gang-Getriebe a.W. Dreigang-Automatik Frontantrieb       | 4- oder 5-Gang-Getriebe a.W. Dreigang-Automatik Frontantrieb       |
| Radaufhängung vorn:                        | Querlenker, Federbeine, Schraubenfedern                            | Querlenker, Federbeine, Schraubenfedern                            | Querlenker, Federbeine, Schraubenfedern                            |
| Radaufhängung hinten:                      | Doppelquerlenker, Längslenker, Federbeine, Schraubenfedern         | Doppelquerlenker, Längslenker, Federbeine, Schraubenfedern         | Doppelquerlenker, Längslenker, Federbeine, Schraubenfedern         |
| Bremsen:                                   | Scheibenbremsen vorne, Trommelbremsen hinten, Bremskraftverstärker | Scheibenbremsen vorne, Trommelbremsen hinten, Bremskraftverstärker | Scheibenbremsen vorne, Trommelbremsen hinten, Bremskraftverstärker |
| Lenkung:                                   | Zahnstangenlenkung                                                 | Zahnstangenlenkung                                                 | Zahnstangenlenkung                                                 |
| Karosserie:                                | Stahlblech, selbsttragend                                          | Stahlblech, selbsttragend                                          | Stahlblech, selbsttragend                                          |
| Spurweite vorn/hinten:                     | 1430/1410 mm                                                       | 1430/1410 mm                                                       | 1430/1410 mm                                                       |
| Radstand:                                  | 2470 mm                                                            | 2470 mm                                                            | 2470 mm                                                            |
| Abmessungen:                               | 4280–4405 × 1665 × 1385 mm                                         | 4280–4405 × 1665 × 1385 mm                                         | 4280–4405 × 1665 × 1385 mm                                         |
| Leergewicht:                               | 870–950 kg                                                         | 920–950 kg                                                         | 950–985 kg                                                         |
| Höchstgeschwindigkeit (Werk):              | 160 km/h                                                           | 165–170 km/h                                                       | 170 km/h                                                           |
| 0–100 km/h (Werk):                         | nicht angegeben                                                    | nicht angegeben                                                    | nicht angegeben                                                    |
| Verbrauch (Liter/100 km, ECE-Stadtzyklus): | 9,7 S                                                              | 9,7–10,1 S                                                         | ca. 7–12 S                                                         |
| Preis (DM):                                | ab 15.195 (1982)                                                   | 16.795 (1985)                                                      | -                                                                  |

## Stanza (T12), 1986–1989

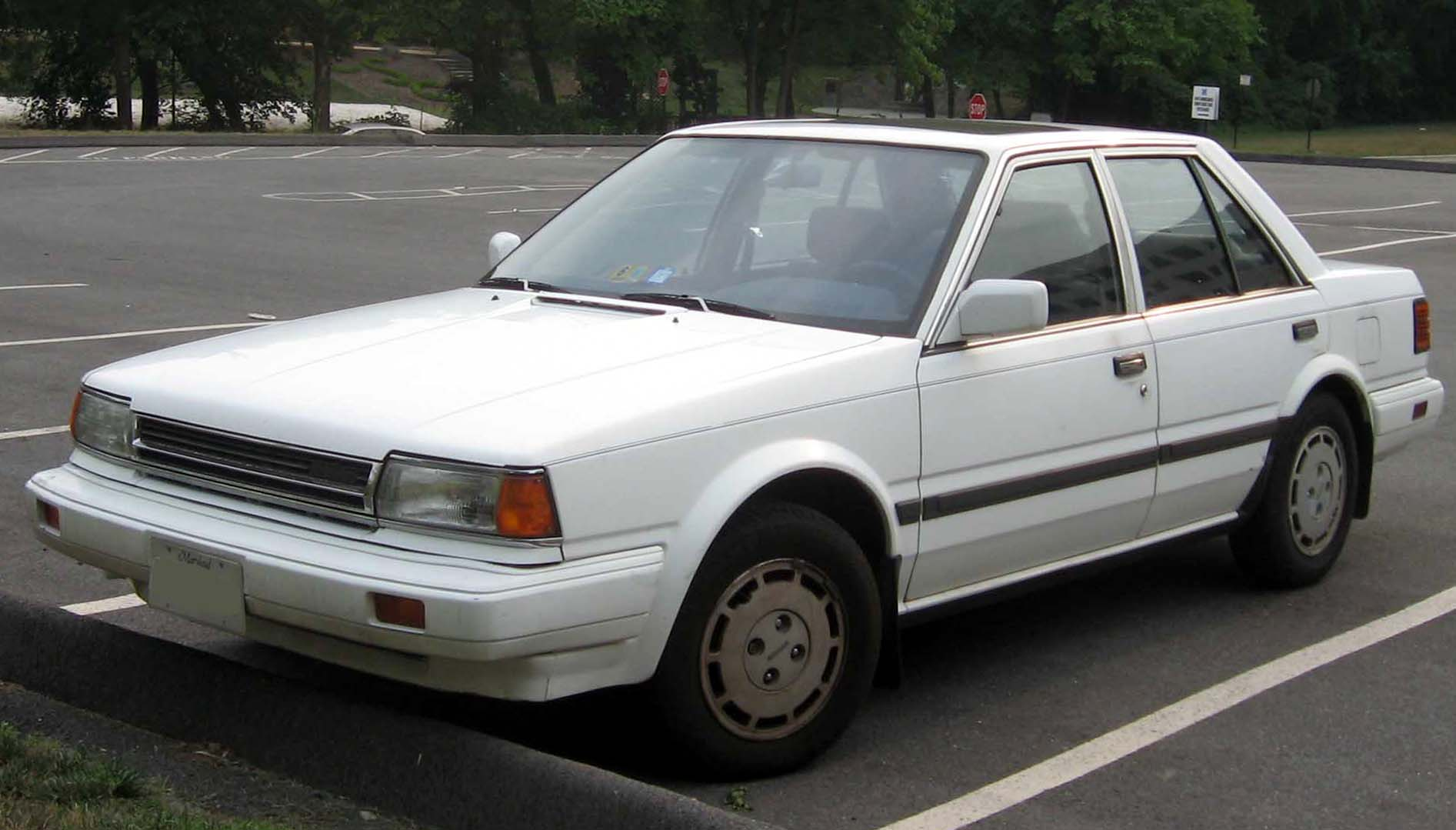
Nissan Stanza T12

Der dritte Stanza war mit dem Nissan Bluebird U12 weitgehend baugleich und wurde in Europa als Bluebird verkauft. Den Stanza gab es weiterhin als viertüriges Stufenheck und fünftüriges Schrägheck, angetrieben von einem Zweiliter-Vierzylinder und mit Fünfgang-Schaltgetriebe oder Viergang-Automatik erhältlich.

## Stanza (U12), 1990–1992

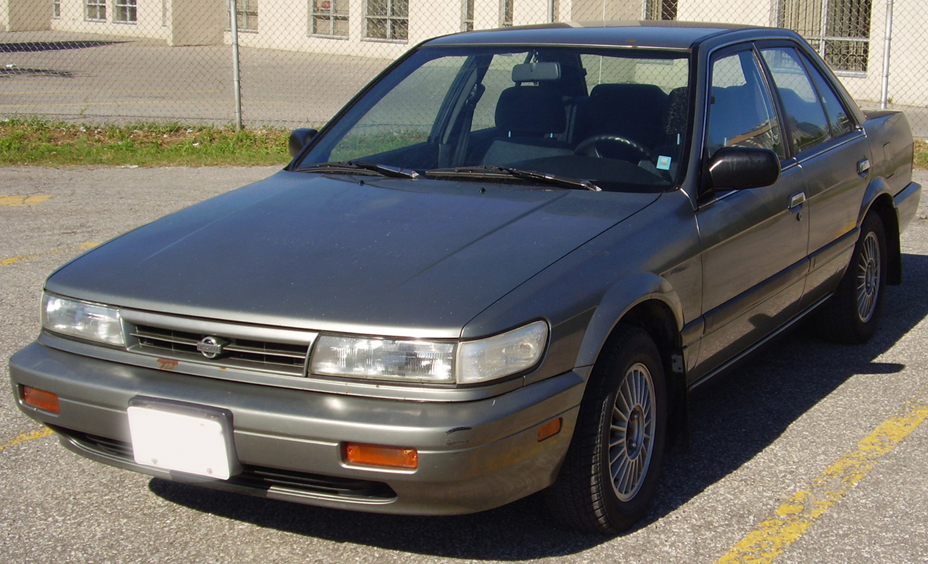
Nissan Stanza U12

Nur in Nordamerika wurde der vierte Stanza angeboten, bei dem es sich um eine Variante des in Europa und Nordamerika nicht mehr verkauften Nissan Bluebird U12 handelte. Dieser letzte Stanza wurde von einem 2,4 Liter großen Reihenvierzylinder angetrieben und Ende 1992 durch den Nissan Altima ersetzt, der anfangs unter der Bezeichnung Nissan Stanza Altima vermarktet wurde.